# غراهام غيليس
غراهام غيليس (بالإنجليزية: Graham Gilles)‏ هو راكب الكنو أسترالي، ولد في 25 نوفمبر 1946.

## وصلات خارجية
- غراهام غيليس على موقع أوليمبيديا (الإنجليزية)